# بزرگراه کوشی
بزرگراه کوشی (نپالی: कोशी राजमार्ग) یک بزرگراه در استان شماره ۱، نپال است.
این بزرگراه که ۳۹۰ کیلومتر طول دارد از شهر بیراتنگار در نزدیکی مرز هند شروع و در بخش سانکوواسابا در نزدیکی مرز تبت به پایان می‌رسد. این بزرگراه که شمال به جنوب است که به عنوان کوتاه‌ترین بزرگراه است که هند و چین را از طریق کوه‌های هیمالیا در نپال  به یکدیگر وصل می‌کند.